# José Bravo
José Bravo Domínguez (Ceuta, 18 de noviembre de 1916 - Barcelona, 1991) fue un futbolista español. Jugaba de extremo izquierda y su primer equipo fue el África Sports Club. Después jugó en el Levante y Real Murcia antes del comienzo de la Guerra Civil en la cual participó como miembro de la 3.ª Brigada Mixta republicana.
Tras finalizar la guerra volvió al equipo pimentonero y logró un ascenso a la Primera División. En 1940 se incorpora al FC Barcelona, donde se convirtió en el primer ceutí en ganar una liga, en el que jugó hasta la temporada 1947-48, un total de 196 partidos, marcando 88 goles. Con el equipo blaugrana conquistó las ligas de 1945 y 1948, además de la Copa en 1942. Cuando abandonó el Barça marchó al Gimnastic de Tarragona y posteriormente a la Sociedad Deportiva Ceuta, donde se retiró en 1951.
Era un extremo izquierda de pequeña estatura, hábil y de fuerte temperamento. La Federación Española de Futbol lo califica como "un zurdo eléctrico, valiente, con magia en los pies… y corazón ceutí".
Jugó un partido con la selección española, contra Francia en Sevilla , el 15 de marzo de 1942, partido ganado por cuatro a cero. Sin embargo al coincidir en el tiempo con jugadores como Gorostiza, Gaínza o Emilín no tuvo continuidad en el combinado nacional.
En 1983, el Ayuntamiento de Ceuta le concedió la medalla de oro de la ciudad.